# Luant
Luant is een gemeente in het Franse departement Indre (regio Centre-Val de Loire). De plaats maakt deel uit van het arrondissement Châteauroux. Luant telde op 1 januari 2022 1.584 inwoners.

## Geografie
De oppervlakte van Luant bedroeg op 1 januari 2022 31,06 vierkante kilometer; de bevolkingsdichtheid was toen 51 inwoners per km².

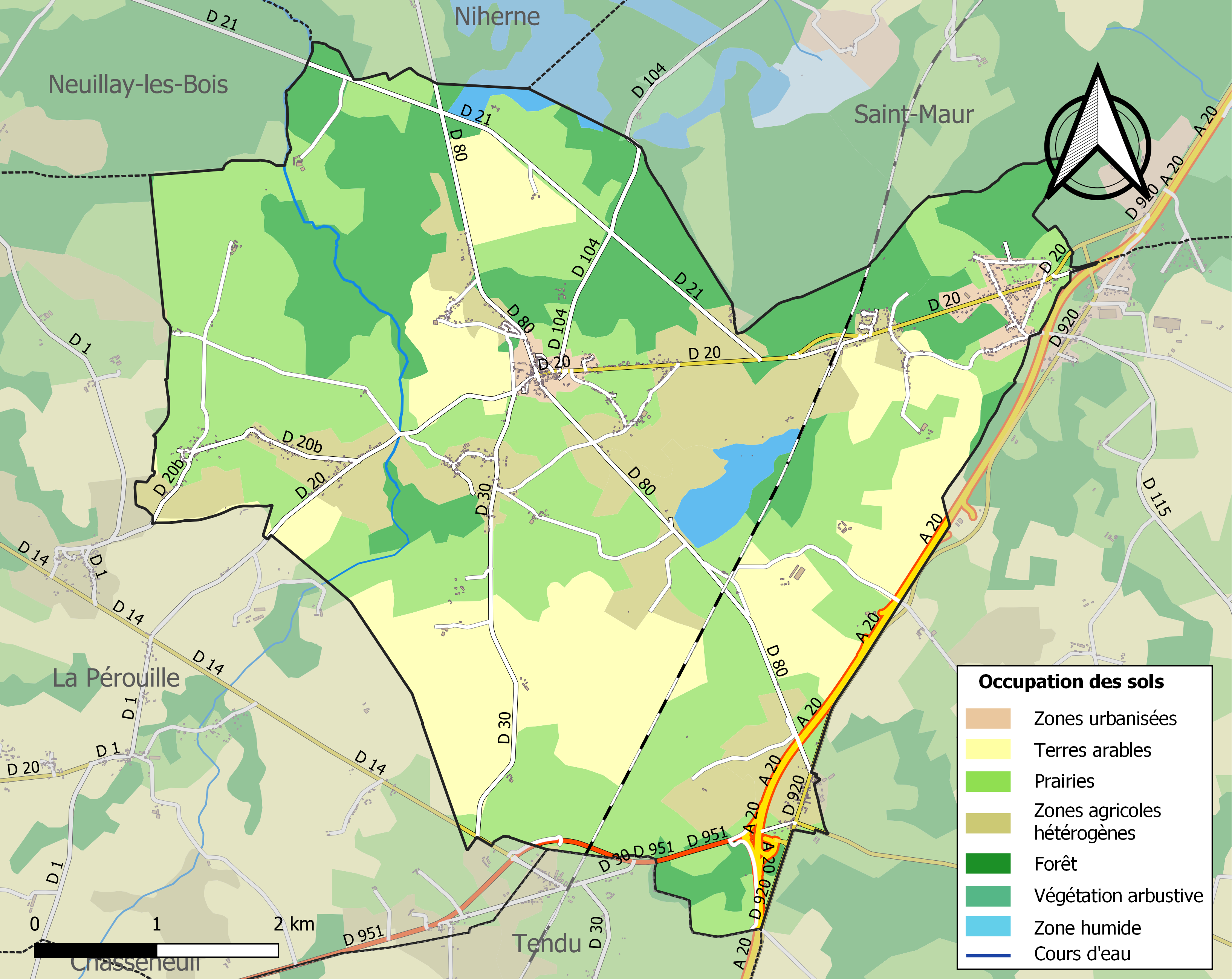
Kaart van de gemeente met belangrijkste infrastructuur, bodemgebruik en omliggende gemeenten

## Verkeer en vervoer
In de gemeente ligt spoorwegstation Luant.

## Demografie
Onderstaande figuur toont het verloop van het inwonertal (bron: INSEE-tellingen).